# クラインオストハイム
クラインオストハイム (ドイツ語: Kleinostheim) は、ドイツ連邦共和国バイエルン州アシャッフェンブルク郡に属す町村（以下、本項では便宜上「町」と記述する）である。

## 地理

クラインオストハイムの土地利用図。ピンクが市街地、白が緑地、草地、緑が森林である。

### 位置
クラインオストハイムは、シュペッサルト山地西端のマイン川沿いに位置し、アシャッフェンブルク近郊のマインフィーアエックの北東角に当たる。

### 自治体の構成
クラインオストハイムは、2つの地区で構成される。
- クラインオストハイム
- ホイザーアッカーホーフ

ヴァルトシュタット、インドゥストリーゲビート・ヴェスト（西工業地域）、ヴィンゲルトは公式な地区ではない。

### 隣接する市町村
クラインオストハイムは、北はカールシュタイン・アム・マイン、北東はヨハネスベルク、東から南東はマインアシャッフ、南西はシュトックシュタット・アム・マイン（以上、いずれもアシャッフェンブルク郡）、西はマインハウゼン（ヘッセン州オッフェンバッハ郡）と境を接している。

### ベッドタウンとしてのクラインオストハイム
フランクフルト・ライン＝マイン大都市圏に位置することから、クラインオストハイムはフランクフルト・アム・マイン、オッフェンバッハ、アシャッフェンブルクといった近郊大都市への通勤者のベッドタウンとなっている。この町の人口は、1960年代以降、4000人から8000人にまで倍増している。
鉄道（マイン＝シュペッサルト鉄道）、連邦アウトバーン A3号線や A45号線、ライン＝ドナウ水路といった南北を結ぶ交通の便がよいことから、大都市圏内外へ良好なアクセスが得られている。

## 地名

### 語源
この町の元々の名前 Osenheim は、「家」や「住所」を意味する古高ドイツ語の haim と人名の Ozzo からなっていた。1594年に初めて方角を表す Osten（東） と解釈され始めた。接頭語の Klein は近隣のグロースオストハイムと区別するためにつけられた。グロースオストハイムは、人名ではなく、方角に基づく命名である。

### 歴史的表記
様々な史料や文献に記録されたこの集落の表記は以下の通りである:
| - 750年 Osenheim - 975年 Ozzenheim - 1000年 Ozenheim - 1150年 Ozzenheim - 1248年 Ozenheim - 1312年 Ozzinheim | - 1321年 Ozenheym - 1532年 Ossenheim - 1594年 Ostenheim - 1633年 Klein Osenheim - 1805年 Kleinostheim |

## 歴史
クラインオストハイムは、おそらく6世紀にフランク人によって Ossenheim として建設され、975年に初めて文献に記録された。約1000年間にわたって、宗教的にも政治的にもアシャッフェンブルクの聖ペテロおよびアレクサンダー修道院と密接な関係にあった。
クラインオストハイムは、10世紀から1814年にバイエルン王国領となるまでマインツ選帝侯領に属していた。
1862年7月1日、ベツィルクスアムト・アシャッフェンブルクが創設され、クラインオストハイムはその行政管区に含まれた。1939年、ドイツ国全体にラントクライス（郡）という名称が使用されることとなった。クラインオストハイムは、旧アシャッフェンブルク郡の33市町村の一つとなった。この郡は、1972年7月1日にアルツェナウ・イン・ウンターフランケン郡と合併して新たなアシャッフェンブルク郡として統合された。
ドイツ帝国に対する第二次世界大戦中の空爆の一つである1945年1月21日の空襲により、500棟の建物が全半壊し、61人が死亡した。これを記念して1995年に墓地に新しい追悼地が設けられた。
1951年、1000年の歴史を有するカトリック教会であるラウレンティウス教会の3代目の教会堂が献堂された。1955年にはこの教会の近くに新しい福音主義教会のマルス教会が完成した。

## 行政

### 町議会
2014年3月16日の町議会選挙以降、クラインオストハイムの町議会は 20議席で構成されている。

### 紋章
図柄: 銀色の波状の基部の上は、赤地に金のオークの木。その傍らに、右（向かって左）に6本スポークの銀の輪（マインツの輪）、左（向かって右）に銀の鋤の刃。
紋章の歴史: クラインオストハイムは、マイン川と、オークの森を特徴とするシュペッサルト山地との間に位置している。紋章では、オークの木でこれを象徴している。波状の基部もマイン川とシュペッサルト山地との間にある地理上の位置を表している。クラインオストハイムは、20世紀間以上の農業史を有する極めて古い入植地であり、紋章の鋤の刃は発掘によって出土したケルト時代の鋤を象徴している。マインツの輪と赤 - 銀の配色は、マインツ選帝侯領の紋章から採られたもので、この町域がこの侯領に属していたことを示している。
この紋章は、1975年6月5日に認可された。

### 姉妹都市
- バッサンス（フランス語版、英語版）（フランス、ジロンド県）[6]

## 経済と社会資本

### 交通
- 駅（フランクフルト - アシャッフェンブルク - ヴュルツブルク）、パークアンドライド。
- アウトバーン A3号線、フランクフルト（約 40 km） - ヴュルツブルク（約 80 km）間
- アウトバーン A45号線
- アム・バイエリッシェン・ウンターマイン交通共同体のバス路線 31号と 50号

### 消防団
2つの連邦アウトバーン（A45号線と A3号線）、水路・航路および多くの企業が立地する工業地区に囲まれているクラインオストハイム消防団は、危険地帯を保護するために、これらに応じた適切な車両や道具の配備が必要である。消防署は、町役場裏手のインドゥストリー通りにある。クラインオストハイム消防団は、アシャッフェンブルク郡で大規模な消防団の一つである。

### 教育
クラインオストハイムには、聖ヴィンツェンツおよびパウル保育園と3つの幼稚園、すなわちシュパッツェンネスト幼稚園（町営）、聖ラウレンティウス幼稚園（カトリック教会経営）、聖マルクス幼稚園（福音主義＝ルター派教会経営）がある。ヴィルヘルム・エマヌエル・フォン・ケテラー基礎課程学校は学年ごとに全日クラスがある。

## その他
クラインオストハイムでは、「Grobirnfest」が祝われる。この地方の方言でGrobirn とも呼ばれる「グーテ・グラウエ」とは、17世紀にフランスから Beurre gris として持ち込まれた洋梨の種類である。

## 引用
1. ↑  https://www.statistikdaten.bayern.de/genesis/online?operation=result&code=12411-003r&leerzeilen=false&language=de Genesis-Online-Datenbank des Bayerischen Landesamtes für Statistik Tabelle 12411-003r Fortschreibung des Bevölkerungsstandes: Gemeinden, Stichtag (Einwohnerzahlen auf Grundlage des Zensus 2011)
2. ↑  Bayerische Landesbibliothek Online - Kleinostheim（2015年9月29日 閲覧）
3. 1 2  Wolf-Armin Frhr. v. Reitzenstein: Lexikon fränkischer Ortsnamen. Herkunft und Bedeutung. C.H.Beck, München 2009, ISBN 978-3-406-59131-0, S. 120.
4. ↑  アシャッフェンブルク郡に属す市町村の2014年3月16日の議会選挙結果（2015年9月29日 閲覧）
5. ↑  Bayerns Gemeinden - Gemeinde Kleinostheim（2015年9月29日 閲覧）
6. ↑  Kleinostheim - Partnerschaft mit Frankreich（2015年9月29日 閲覧）